# Чарльз Джемс Фокс
Чарльз Джемс Фокс (англ. Charles James Fox; 24 січня 1749 — 13 вересня 1806) — англійський аристократ та політик. Син герцога Ричмондського, незаконно народженого сина короля Карла ІІ.

## Біографія
Його батьком був Генрі Фокс перший барон Голенд, він був азартним гравцем і затятим картярем, причому часто брав з собою у гральні будинки маленького Чарльза, і син успадкував тягу батька до азартних ігор, і вже до 19 років подорожуючи по Європі назбирав понад 16 тисяч фунтів боргів. Після цього батько вирішив влаштувати сина до парламенту, і у 1768 Фокс став членом палати общин від графства Сусекс.
Протягом всієї своєї політичної кар'єри був в опозиції, хоча у перші роки перебування у парламенті займав керівні посади, такі як лорд адміралтейства та лорд казначейства, але постійно вступав у конфлікти із діючою владою. Відстоював особисті свободи людини і громадянина.
Тричі входив до складу уряду (1782, 1783, 1806) як міністр закордонних справ (перший в англійській історії), але загальний стаж його не перевищує й року.
Після початку американської революції виступав на боці колоній, не раз ставив на розгляд у парламенті питання щодо економічних та політичних поступок з боку Англії, але не отримував підтримку. Його ліберальні погляди неодноразово висміювались карикатуристом Джеймсом Гілреєм
Попри те що його принципи були близькими до принципів вігів він не поспішав вступати до цієї партії, і зробив це лише у 1777 році, а у 1782 став її лідером. У 1787 вніс проєкт закону про заборону работоргівлі. Виступав у підтримку французької революції. Помер у 1806 році від водянки. Похований у Вестмінстерському абатстві.